# Hennessy
Hennessy és una pel·lícula de thriller britànica de 1975 dirigida per Don Sharp i protagonitzada per Rod Steiger, Trevor Howard, Lee Remick, Patrick Stewart i una jove Patsy Kensit, els dos últims en els seus debuts cinematogràfics. Està doblada al català.

## Argument
Després de la mort de la seva família durant un motí a Belfast, Niall Hennessy idea un pla per fer volar les cases del Parlament britànic.

## Repartiment
- Rod Steiger − Niall Hennessy
- Lee Remick − Kate Brooke
- Richard Johnson − inspector Hollis
- Trevor Howard − comandant Rice
- Peter Egan − Williams
- Eric Porter − Tobin
- Ian Hogg − Gerry
- Stanley Lebor − Hawk
- John Hallam − Boyle
- Patrick Stewart − Tilney
- David Collings − Covey
- John Shrapnel − Tipaldi
- Hugh Moxey − Stephen Burgess (M.P.)
- Margery Mason − Housekeeper
- Paul Blake − Rally Leader
- Patsy Kensit − Angie Hennessy

## Producció
La pel·lícula es va basar en una història de l'actor Richard Johnson que la va anomenar "una nova narració moderna de la història de Guy Fawkes. No hi ha cap dubte que ningú intenti fer entreteniment amb el terror. Això és ridícul".
"La pel·lícula no està específicament orientada a la política", va dir Johnson. "És simplement un thriller que utilitza el problema irlandès com a rerefons".
La pel·lícula va ser una coproducció entre Peter Snell i American International Pictures (AIP). AIP va enviar una còpia d'un manuscrit a John Gay, que va acceptar escriure el guió. El director original era John Guillermin i Gay diu que el desenvolupament va implicar tres viatges a Londres per conversar amb British Lion, que eren coproductors, abans que el guió fos aprovat. Guillermin i Gay van volar a Itàlia per presentar el projecte a Rod Steiger, que estava fent una pel·lícula sobre Mussolini. Steiger va acceptar protagonitzar-la.
Gay diu que Guillermin va rebre una oferta per dirigir El colós en flames, així que va deixar el projecte. La pel·lícula no va tenir cap director durant dos mesos fins que els productors van signar Don Sharp, llavors dirigint Callan.
La producció va començar el febrer de 1974 i va acabar al setembre. "No és una pel·lícula d'agitació", va dir Steiger. "Aquest és un thriller de suspens".
Des de 1973, l'IRA havia dut a terme una campanya de bombardeig a Anglaterra, incloent l' atemptat a Old Bailey de 1973, els bombardeigs de King's Cross i les estacions d'Euston, l' atemptat de Westminster de 1973, l'atemptat al Parlament de 1974, l'atemptat a l'autocar M62, l'atemptat a la Torre de Londres de 1974, atemptats dels pubs de Guildford, els atemptats dels pubs de Birmingham i a l'atemptat al pub de Woolwich. Per això, Sunday Mirror va qualificar Hennessy de "la pel·lícula britànica més controvertida feta en anys". Sam Arkoff, de l'AIP, va dir: "No considerem que aquesta sigui una pel·lícula pro-IRA, però estem molt ansiosos per evitar l'opinió pública a Gran Bretanya. Crec que la pel·lícula és brillant. Entenc que la campanya de bombardeig a Gran Bretanya deu haver enfadat molt la gent per la IRA demano a la gent que vegi la pel·lícula abans de decidir-se".

### Imatge de la reina Elisabet
La pel·lícula contenia imatges de la reina Elisabet II parlant a l'obertura estatal del Parlament i aparentment reaccionant davant d'alguna cosa que passava a la Cambra dels Lords, fetes l'any 1970. Els clips van ser comprats per AIP a Movietone News i incorporats a la pel·lícula. Johnson va dir més tard "Vam obtenir permís abans de començar a filmar. La pel·lícula no s'hauria fet tal com s'ha fet sense ella".
El palau de Buckingham va consentir l'ús del clip a la pel·lícula, però més tard va dir que es tractava d'un malentès pel que fa a la manera com s'utilitzarien les imatges de la notícia a la pel·lícula i que no ho tornarien a fer.

## Estrena
El British Board of Film Classification inicialment es va negar a classificar la pel·lícula a causa del metratge. El productor Samuel Z. Arkoff va aconseguir que ho aprovessin afegint una exempció de responsabilitat que afirmava que la família reial britànica no havia participat i que les imatges de la reina eren d'un telenotícies i tallant una seqüència de sis segons on la reina semblava reaccionar a l'explosió.
Rank Organisation es va negar llavors a projectar la pel·lícula als seus cinemes Odeon, invocant motius comercials. EMI també es va negar a distribuir-lo, i el president Sir Bernard Delfont va afirmar que era massa simpatitzant amb l'IRA per mostrar-lo en aquell moment. Crítics com Alexander Walker van protestar contra això.
Com a resultat, només es va mostrar en un petit nombre de cinemes independents. No obstant això, John Gay diu que va tenir èxit financer.
Richard Johnson va dir que "la gent ho veurà, i crec que això demostra el meu punt: la controvèrsia és el tema de l'entreteniment i ja hi ha prou vigilants morals al voltant sense que tothom s'hi intervingui. El públic vol que pensi, reaccioni o Ningú vol veure pel·lícules avorrides o avorrides amb alguna cosa com Hennessy, només espero que els que hi estan a favor".

### Recepció crítica
The Guardian ho va dir "un thriller força bo". El Los Angeles Times ho va qualificar de "rutinari però competent".